# Бобровська ГКС – Нєфтєгорський ГПЗ
Бобровська ГКС – Нєфтєгорський ГПЗ – газопровід, який здійснює видачі супутнього газу Бобровської групи нафтових родовищ (Оренбурзька область). 
Поставки супутнього газу родовищ Бобровської групи на Нєфтєгорський газопереробний заводу по трубопроводу Бобровка – Кулешовка почались в 1977 році. Вони відбуваються по газопроводу діаметром 530 мм та довжиною понад півсотні кілометрів (відомо, що довжина нафтопроводу Бобровка – Кулешовка становить 63 км). Перекачування ресурсу забезпечує Бобровська компресорна станція. 
Станом на середину 2000-х утилізація супутнього газу Бобровської групи становила біля 70%, тому узялись за реалізацію проекта, який передбачав спорудження ще п’яти дожимних компресорних станцій та прокладання газозбірної мережі загальною довжиною 79 км в діаметрах від 159 мм до 377 мм. При цьому чотири станції мали видавати ресурс через Бобровську ГКС, а одну підключили безпосередньо до траси Бобровка – Кулешовка.
Станом на 2009 рік поставки з Оренбурзької області забезпечували 50% завантаженості Нєфтєгорського ГПЗ.